# FIFA 월드컵의 상
FIFA 월드컵에서 시상되는 상의 종류는 다음과 같다.
- FIFA 월드컵 대회가 끝난 후 FIFA 테크니컬 스터디 그룹에서 결정하는 상으로 다섯 종류가 있는데 그 내용은 다음과 같다.
  - 골든볼 (Golden Ball): 월드컵 대회에서 최고의 활약을 한 선수에게 수여하는 상이다.
  - 골든부트 (Golden Boot): 월드컵 대회에서 가장 많은 골을 넣은 선수에게 수여하는 상이다.
  - 골든글러브 (Golden Glove): 월드컵 대회에서 최고의 활약을 펼친 골키퍼에게 수여하는 상이다. 1994년 대회때 "야신상 (Yashin Award)"이라는 이름으로 제정되었으며 2010년 대회부터 "골든글러브 (Golden Glove)"로 명칭이 변경되었다.
  - FIFA 영플레이어상 (FIFA Young Player Award): 월드컵 대회에 처음으로 출전한 21세 이하의 최우수 신인선수에게 수여하는 상이다. 2006년 대회때 "베스트 영플레이어상 (Best Young Player Award)"라는 이름으로 제정되었으며 2014년 대회의 "현대 영플레이어상 (Hyundai Young Player Award)"을 거쳐 2018년 대회부터 "FIFA 영플레이어상 (FIFA Young Player Award)"으로 명칭이 변경되었다.
  - FIFA 페어플레이 트로피 (FIFA Fair Play Trophy): 월드컵 대회 동안 최고의 페어 플레이 기록을 세운 팀에게 수여한다. 1970년에 제정되었다.

- FIFA 월드컵 대회 중 팬투표로 결정하는 상으로 두 종류가 있다.
  - 플레이어 오브 더매치 (Player of the Match): 월드컵 대회 매경기마다 최고의 활약을 한 선수에게 수여하는 상이다. 2002년 대회때 "맨 오브 더 매치 (Man of the Match)"라는 이름으로 제정되었으며 2022년 대회부터 "플레이어 오브 더매치 (Player of the Match)"로 명칭이 변경되었다.

- FIFA 월드컵 대회가 끝난 후 팬투표로 결정하는 상으로 두 종류가 있다.
  - 최고의 골 (Goal of the Tournament): 월드컵 대회 최고의 골을 선정하여 득점자에게 수여하는 상이다.
  - 최고의 인기팀 (Most Entertaining Team): 월드컵 대회 최고 인기팀에게 수여하는 상이다.

- 폐지된 상
  - 올스타팀 (All-Star Team)을 1994년 대회부터 2006년 대회까지 공식적으로 선정하였다.

## 골든볼
골든볼은 월드컵 대회에서 최고의 선수에게 수여하는 상이다. 1982년 FIFA 월드컵에서 골든 볼이 신설되었다. 일부 인터넷 등지에서 도는 1982년 이전 시상은 피파에서 인정하는 공식 자료가 아니며, 출처가 불분명하다. 피파 공식 홈페이지에서는 1982년부터 수상자가 나와있다.
골든볼은 1982년에 제정되었다. 골든볼 뿐만 아니라 실버볼과 브론즈볼도 수여된다.
| 연도   | 골든볼            | 실버볼            | 브론즈볼               |
| ------ | ----------------- | ----------------- | ---------------------- |
| 1978년 | 마리오 켐페스     | 파올로 로시       | 지르세우               |
| 1982년 | 파올로 로시       | 파우캉            | 카를하인츠 루메니게    |
| 1986년 | 디에고 마라도나   | 하랄트 슈마허     | 프레벤 엘키에르 라르센 |
| 1990년 | 살바토레 스킬라치 | 로타어 마테우스   | 디에고 마라도나        |
| 1994년 | 호마리우          | 로베르토 바조     | 흐리스토 스토이치코프  |
| 1998년 | 호나우두          | 다보르 슈케르     | 릴리앙 튀랑            |
| 2002년 | 올리버 칸         | 호나우두          | 홍명보                 |
| 2006년 | 지네딘 지단       | 파비오 칸나바로   | 안드레아 피를로        |
| 2010년 | 디에고 포를란     | 베슬리 스네이더르 | 다비드 비야            |
| 2014년 | 리오넬 메시       | 토마스 뮐러       | 아르연 로번            |
| 2018년 | 루카 모드리치     | 에덴 아자르       | 앙투안 그리즈만        |
| 2022년 | 리오넬 메시       | 킬리안 음바페     | 루카 모드리치          |

## 골든부트
골든부트는 월드컵 대회에서 가장 많은 득점을 기록한 선수에게 수여하는 상이다. 골든부트 역시 실제 상으로 확립된 것은 1982년 FIFA 월드컵부터이며 처음 제정된 1982년부터 2006년 대회까지는 골든슈(Golden Shoe)라는 명칭을 사용하다가, 2010년 대회부터 최다 득점왕에게는 골든 부트(Golden Boot)로 명칭이 바뀜과 동시에 두번째 최다 득점자에게는 실버부트와 3번째 최다 득점자에게는 브론즈부트가 새로 제정되었다. 또한, 2006년 FIFA 월드컵부터는 득점 수가 동률일 경우 어시스트가 많은 선수를 상위에 랭크시키고, 어시스트까지 동률일 경우 출전 시간이 적은 선수가 상위에 랭크되도록 규정이 변경되었다.

### 1930–1978
- 골든부트가 수여되기 전까지의 최다 득점자의 기록은 다음과 같다.

| 연도   | 최다 득점자                                                                   | 득점 |
| ------ | ----------------------------------------------------------------------------- | ---- |
| 1930년 | 기예르모 스타빌레                                                             | 8    |
| 1934년 | 올드르지흐 네예들리                                                           | 5    |
| 1938년 | 레오니다스 다 시우바                                                          | 7    |
| 1950년 | 아데미르                                                                      | 9    |
| 1954년 | 코치시 샨도르                                                                 | 11   |
| 1958년 | 쥐스트 퐁텐                                                                   | 13   |
| 1962년 | 가힌샤 바바 레오넬 산체스 드라잔 예르코비치 발렌틴 이바노프 얼베르트 플로리안 | 4    |
| 1966년 | 에우제비우                                                                    | 9    |
| 1970년 | 게르트 뮐러                                                                   | 10   |
| 1974년 | 그제고시 라토                                                                 | 7    |
| 1978년 | 마리오 켐페스                                                                 | 6    |

### 1982–현재
| 1982년 | 파올로 로시                         | 6 | 카를하인츠 루메니게                        | 5 | 지쿠                     | 4 |
| 1986년 | 게리 리네커                         | 6 | 디에고 마라도나 카레카 에밀리오 부트라게뇨 | 5 | N/A                      | — |
| 1990년 | 살바토레 스킬라치                   | 6 | 토마시 스쿠라비                            | 5 | 로제 밀라 게리 리네커    | 4 |
| 1994년 | 흐리스토 스토이치코프 올레크 살렌코 | 6 | N/A                                        | — | 호마리우 케네트 안데르손 | 5 |
| 1998년 | 다보르 슈케르                       | 6 | 가브리엘 바티스투타 크리스티안 비에리      | 5 | N/A                      | — |
| 2002년 | 호나우두                            | 8 | 히바우두 미로슬라프 클로제                 | 5 | N/A                      | — |
| 2006년 | 미로슬라프 클로제                   | 5 | 에르난 크레스포1                           | 3 | 호나우두1                | 3 |
| 2010년 | 토마스 뮐러1                        | 5 | 다비드 비야1                               | 5 | 베슬리 스네이더르1       | 5 |
| 2014년 | 하메스 로드리게스                   | 6 | 토마스 뮐러                                | 5 | 네이마르1                | 4 |
| 2018년 | 해리 케인                           | 6 | 앙투안 그리즈만1                           | 4 | 로멜루 루카쿠1           | 4 |
| 2022년 | 킬리안 음바페                       | 8 | 리오넬 메시                                | 7 | 올리비에 지루1           | 4 |
| 1 : 2006년 FIFA 월드컵부터는 득점 수가 동률일 경우 어시스트가 많은 선수를 상위에 랭크시키고, 어시스트까지 동률일 경우 출전 시간이 적은 선수가 상위에 랭크되도록 규정이 변경되었다. |                                     |   |                                            |   |                          |   |

## 골든글러브
골든글러브는 월드컵 대회 최고의 골키퍼에게 수여하는 상이다. 1994년 소련의 골키퍼 레프 야신의 업적을 기리기 위해 야신상이라는 이름으로 제정되었으며 2010년에 상 이름이 골든 글러브로 공식 변경되었다.
| 연도   | 수상자                |
| ------ | --------------------- |
| 1994년 | 미셸 프뢰돔           |
| 1998년 | 파비앵 바르테즈       |
| 2002년 | 올리버 칸             |
| 2006년 | 잔루이지 부폰         |
| 2010년 | 이케르 카시야스       |
| 2014년 | 마누엘 노이어         |
| 2018년 | 티보 쿠르투아         |
| 2022년 | 에밀리아노 마르티네스 |

## FIFA 영플레이어상
FIFA 영플레이어상은 월드컵 대회에 처음으로 출전한 21세 이하의 신인 선수에게 수여하는 상으로 2006년 대회에서 베스트 영플레이어상 (Best Young Player Award)라는 명칭으로 제정되었다.
2014년 대회의 현대 영플레이어상 (Hyundai Young Player Award)을 거쳐 2018년 대회부터 FIFA 영플레이어상 (FIFA Young Player Award)으로 명칭이 변경되었다.
공식적으로 제정되기 전인 1958년 대회부터 1998년 대회까지의 수상자는 2006년 FIFA 홈페이지에서 온라인 투표로 선정되었다.

### 1958–2002
| 연도   | 신인 선수상           | 나이 |
| ------ | --------------------- | ---- |
| 1958년 | 펠레                  | 17   |
| 1962년 | 얼베르트 플로리안     | 20   |
| 1966년 | 프란츠 베켄바워       | 20   |
| 1970년 | 테오필로 쿠비야스     | 21   |
| 1974년 | 브와디스와프 주무다   | 20   |
| 1978년 | 안토니오 카브리니     | 20   |
| 1982년 | 마뉘엘 아모로스       | 21   |
| 1986년 | 엔초 시포             | 20   |
| 1990년 | 로베르트 프로시네치키 | 21   |
| 1994년 | 마르크 오버르마르스   | 21   |
| 1998년 | 마이클 오언           | 18   |
| 2002년 | 랜던 도너번           | 20   |

### 2006–현재
2006년부터는 베스트 영플레이어상 (Best Young Player Award)으로 명칭이 바뀌었으며 2018년 대회부터는 FIFA 영플레이어상 (FIFA Young Player Award)라는 명칭을 사용하고 있다.
| 연도   | FIFA 영플레이어상 | 나이 |
| ------ | ----------------- | ---- |
| 2006년 | 루카스 포돌스키   | 21   |
| 2010년 | 토마스 뮐러       | 20   |
| 2014년 | 폴 포그바         | 21   |
| 2018년 | 킬리안 음바페     | 19   |
| 2022년 | 엔소 페르난데스   | 21   |

## FIFA 페어플레이 트로피
FIFA 페어플레이 트로피는 월드컵 대회 동안 최고의 페어 플레이 기록을 세운 팀에게 수여한다. 1970년에 제정되었으며 결선 토너먼트에 진출한 팀에 한정하여 수여된다.
| 연도   | 수상 국가         |
| ------ | ----------------- |
| 1970년 | 페루              |
| 1974년 | 서독              |
| 1978년 | 아르헨티나        |
| 1982년 | 브라질            |
| 1986년 | 브라질            |
| 1990년 | 잉글랜드          |
| 1994년 | 브라질            |
| 1998년 | 잉글랜드 · 프랑스 |
| 2002년 | 벨기에 ·          |
| 2006년 | 브라질 · 스페인   |
| 2010년 | 스페인            |
| 2014년 | 콜롬비아          |
| 2018년 | 스페인            |
| 2022년 | 잉글랜드          |

## 플레이어 오브 더 매치 (Player of the Match)
2002년 대회때 맨 오브 더 매치 (Man of the Match)라는 이름으로 제정되었으며 2022년 대회부터 플레이어 오브 더매치 (Player of the Match)로 명칭이 변경되었다.

## 최고의 골 (Goal of the Tournament)
2006년 대회에서 처음 제정되었다.
| 대회                   | 선수              | 상대팀     | 점수 | 시간         | 결과 | 라운드     | 참조  |
| ---------------------- | ----------------- | ---------- | ---- | ------------ | ---- | ---------- | ----- |
| 2006년 독일            | 막시 로드리게스   | 멕시코     | 2–1  | 98' (연장전) | 2–1  | 16강전     | [ 1 ] |
| 2010 남아프리카 공화국 | 디에고 포를란     | 독일       | 2–1  | 51'          | 2–3  | 3위 결정전 | [ 1 ] |
| 2014 브라질            | 하메스 로드리게스 | 우루과이   | 1–0  | 28'          | 2–0  | 16강전     | [ 1 ] |
| 2018 러시아            | 뱅자맹 파바르     | 아르헨티나 | 2–2  | 57'          | 4–3  | 16강전     | [ 1 ] |

## 최고의 인기팀 (Most Entertaining Team)
최고 인기팀은 월드컵 대회 동안 팬들에게 깊은 인상을 남긴 화제의 팀에게 수여하는 상이다. 1994년에 제정되어 투표를 통해 결정하는 방식이었지만 2006년을 끝으로 폐지되었다.
| 연도   | 수상 국가 |
| ------ | --------- |
| 1994년 | 브라질    |
| 1998년 | 프랑스    |
| 2002년 | 대한민국  |
| 2006년 | 포르투갈  |

## 올스타팀 (All-Star Team)
올스타팀은 1994년부터 2006년까지 월드컵 대회별로 최고의 활약을 보인 선수들을 선정한 팀이다. 2006년까지 FIFA 테크니컬 스터디 그룹에서 수상자를 선정했다.
| 연도   | 골키퍼                                 | 수비수                                                                                          | 미드필더                                                                                               | 공격수                                                                          |
| ------ | -------------------------------------- | ----------------------------------------------------------------------------------------------- | --- | ------------------------------------------------------------------------------- |
| 1930년 | 엔리케 바예스트레로                    | 호세 나사시 밀루틴 이브코비치                                                                   | 루이스 몬티 알바로 헤스티도 호세 레안드로 안드라데                                                     | 페드로 세아 엑토르 카스트로 엑토르 스카로네 기예르모 스타빌레 베르트 페이트노드 |
| 1934년 | 리카르도 사모라                        | 하신토 킹코세스 에랄도 몬첼리오                                                                 | 루이스 몬티 아틸리오 페라리스 레오나르도 실라우렌                                                      | 주세페 메아차 라이문도 오르시 엔리케 과이타 마티아스 진델라 올드르지흐 네예들리 |
| 1938년 | 프란티셰크 플라니치카                  | 피에트로 라바 알프레도 포니 두밍구스 다 구이아                                                  | 미켈레 안드레올로 우고 로카텔리                                                                        | 실비오 피올라 지노 콜라우시 샤로시 죄르지 젠겔러 지울라 레오니다스              |
| 1950년 | 로케 마스폴리                          | 에릭 닐손 호세 파라 빅토르 로드리게스 안드라데                                                  | 오브둘리오 바렐라 바우에르                                                                             | 알시데스 기지아 지지뉴 아데미르 자이르 후안 알베르토 스치아피노                 |
| 1954년 | 그로시츠 줄라                          | 에른스트 오크비어크 자우마 산투스 호세 산타마리아                                               | 프리츠 발터 보지크 요제프                                                                              | 헬무트 란 히데그쿠티 난도르 푸슈카시 페렌츠 코치시 샨도르 치보르 졸탄           |
| 1958년 | 해리 그렉                              | 자우마 산투스 벨리니 니우통 산투스                                                              | 대니 블란치플라워 지지                                                                                 | 펠레 가힌샤 쥐스트 퐁텐 레몽 코파 군나르 그렌                                   |
| 1962년 | 빌리암 슈로이프                        | 자우마 산투스 체사레 말디니 발레리 보로닌 칼-하인츠 슈넬링어                                    | 마리우 자갈루 지투 요세프 마소푸스트                                                                   | 바바 가힌샤 레오넬 산체스                                                       |
| 1966년 | 고든 뱅크스                            | 조지 코헨 보비 무어 비센테 실비오 마르솔리니                                                    | 프란츠 베켄바워 마리우 쿨루나 보비 찰턴                                                                | 얼베르트 플로리안 우베 젤러 에우제비우                                          |
| 1970년 | 라디슬라오 마주르키에비치              | 카를루스 아우베르투 아틸리오 안체타 프란츠 베켄바워 자친토 파케티                               | 게르송 호베르투 히벨리누 보비 찰턴                                                                     | 펠레 게르트 뮐러 자이르지뉴                                                     |
| 1974년 | 제프 마이어                            | 베르티 포크츠 뤼트 크롤 프란츠 베켄바워 파울 브라이트너                                         | 볼프강 오베라트 카지미에시 데이나 요한 네이스컨스                                                      | 로프 렌센브링크 요한 크라위프 그제고시 라토                                     |
| 1978년 | 우발도 피욜                            | 베르티 포크츠 뤼트 크롤 다니엘 파사레야 알베르토 타란티니                                       | 지르세우 테오필로 쿠비야스 로프 렌센브링크                                                             | 로베르토 베테가 파올로 로시 마리오 켐페스                                       |
| 1982년 | 디노 초프                              | 루이지뉴 주니오르 클라우디오 젠틸레 풀비오 콜로바티                                             | 즈비그니에프 보니에크 파우캉 미셸 플라티니 지쿠                                                        | 파올로 로시 카를하인츠 루메니게                                                 |
| 1986년 | 하랄트 슈마허                          | 주시마르 마뉘엘 아모로스 줄리우 세사르                                                          | 얀 쾰레만스 장 티가나 미셸 플라티니 디에고 마라도나                                                    | 프레벤 엘키에르 라르센 에밀리오 부트라게뇨 게리 리네커                          |
| 1990년 | 세르히오 고이코체아                    | 안드레아스 브레메 파올로 말디니 프랑코 바레시                                                   | 디에고 마라도나 로타어 마테우스 드라간 스토이코비치 폴 개스코인                                        | 살바토레 스킬라치 로제 밀라 위르겐 클린스만                                     |
| 1994년 | 미셸 프뢰돔                            | 조르지뉴 마르시우 산투스 파올로 말디니                                                          | 둥가 크라시미르 발라코프 게오르게 하지 토마스 브롤린                                                   | 호마리우 흐리스토 스토이치코프 로베르토 바조                                    |
| 1998년 | 파비앵 바르테즈 호세 루이스 칠라베르트 | 호베르투 카를루스 마르셀 드사이 릴리앙 튀랑 프랑크 더 부르 카를로스 가마라                      | 둥가 히바우두 미카엘 라우드루프 지네딘 지단 에드가르 다비츠                                            | 호나우두 다보르 슈케르 브리안 라우드루프 데니스 베르흐캄프                      |
| 2002년 | 올리버 칸 뤼슈튀 레치베르              | 호베르투 카를루스 솔 캠벨 페르난도 이에로 홍명보 알파이 외잘란                                  | 히바우두 호나우지뉴 미하엘 발라크 유상철 클라우디오 레이나                                             | 호나우두 미로슬라프 클로제 엘 하지 디우프 하산 샤슈                             |
| 2006년 | 잔루이지 부폰 옌스 레만 히카르두       | 로베르토 아얄라 존 테리 릴리앙 튀랑 필리프 람 파비오 칸나바로 잔루카 참브로타 히카르두 카르발류 | 제 호베르투 파트리크 비에라 지네딘 지단 미하엘 발라크 안드레아 피를로 젠나로 가투소 루이스 피구 마니시 | 에르난 크레스포 티에리 앙리 미로슬라프 클로제 루카 토니 프란체스코 토티         |

## 드림팀
드림팀은 2010년 대회부터 FIFA의 공식 홈페이지인 FIFA.com에서 팬들이 참여하는 온라인 투표로 선정하며, 2006년 대회까지 선정했던 올스타팀을 대체한다.
| 연도   | 골키퍼          | 수비수                                           | 미드필더                                                                      | 공격수                                      | 감독             |
| ------ | --------------- | ------------------------------------------------ | ----------------------------------------------------------------------------- | ------------------------------------------- | ---------------- |
| 2010년 | 이케르 카시야스 | 필리프 람 카를레스 푸욜 세르히오 라모스 마이콩   | 안드레스 이니에스타 사비 에르난데스 베슬리 스네이더르 바스티안 슈바인슈타이거 | 디에고 포를란 다비드 비야                   | 비센테 델 보스케 |
| 2014년 | 마누엘 노이어   | 마르셀루 마츠 후멜스 치아구 시우바 다비드 루이스 | 앙헬 디 마리아 토니 크로스 하메스 로드리게스                                  | 네이마르 리오넬 메시 토마스 뮐러            | 요아힘 뢰프      |
| 2018년 | 티보 쿠르투아   | 라파엘 바란 치아구 시우바 디에고 고딘 마르셀루   | 루카 모드리치 필리피 코치뉴 케빈 더 브라위너                                  | 킬리안 음바페 해리 케인 크리스티아누 호날두 | 디디에 데샹      |

## 같이 보기
- UEFA 유럽 축구 선수권 대회 수상